# Аль-Мугаїр
Аль-Мугаїр (англ. al-Mughayyir, араб. المغير) — поселення в Сирії, що складає невеличку друзьку общину в нохії Аль-Гарія, яка входить до складу мінтаки Сальхад в південній сирійській мухафазі Ас-Сувейда.